# منتخب السعودية لكرة القدم
منتخب السُّعُودِيّة لكُرة القَدَم هو ممثل السعودية الرسمي في رياضة كرة القدم، يُشرف عليه الاتحاد السعودي لكرة القدم الذي أُسِّس عام 1955. وهو عضو في الاتحاد الدَّولي لكرة القدم دَوليًّا منذ عام 1956، وعضو في الاتحاد الآسيوي لكرة القدم قاريًّا الذي انضمَّ إليه في ذات العام. يُلقَّب منتخب السعودية بالصقور الخُضْر، والأخضر. ويرتدي المنتخب زيًّا باللونين الأخضر والأبيض على غِرار لون علم السعودية.
لعب مباراته الدَّولية الأولى في دورة الألعاب العربية الثانية في بيروت عام 1957، ضد منتخب لبنان في 18 أكتوبر، وانتهت بنتيجة التعادل 1-1.
يُعَد المنتخب السعودي أحدَ أنجح المنتخبات  العربية والآسيوية، فقد حقَّق كأس آسيا ثلاث مرات (1984، 1988، 1996)، وحقَّق الرَّقْم القياسي كأكثر منتخب وصل لنهائي كأس آسيا برصيد 6 مرات. وتأهل إلى كأس العالم في 6 مناسبات منذ الظهور الأول في كأس العالم 1994. وهو أول منتخب آسيوي يصل إلى نهائي مسابقة دَولية كبرى عندما وصل إلى نهائي كأس الملك فهد 1992 التي أصبحت لاحقًا كأس القارَّات. تمكنت أستراليا واليابان فقط من تكرار هذا الإنجاز في عامي 1997 و2001، مع أن أستراليا حققت ذلك عندما كانت عضوًا في اتحاد أوقيانوسيا لكرة القدم.
في كأس العالم 1994، بقيادة المدرِّب خورخي سولاري فازت السعودية على كلٍّ من بلجيكا والمغرب في دور المجموعات، قبل أن تخسر أمام السويد في دور الـ 16. وبذلك أصبح ثانيَ منتخب عربي في التاريخ يصل إلى دور الـ 16 في كأس العالم بعد المغرب في كأس العالم 1986، وأحد منتخبات كرة القدم الآسيوية القليلة (مثل أستراليا واليابان وكوريا الجنوبية وكوريا الشمالية) التي حققت هذا الإنجاز حتى الآن.
بلغت بطولات منتخب السعودية الرسمية والودية 8 بطولات، وهي: (كأس آسيا: 3 مرات، عام 1984، 1988، 1996)، (كأس الخليج العربي: 3 مرات، عام 1994، 2002، 2003)، (كأس العرب: مرتين 1998، 2002).

## التاريخ
كانت السعودية من أوائل الدول الآسيوية التي لعبت كرة القدم، واتحادها الرياضي من أوائل الاتحادات المُنشأة في قارَّة آسيا. بدأت السعودية الانخراط في المشاركة في البطولات الدَّولية مع البداية الأولى للتأسيس عام 1957 في دورة الألعاب العربية الثانية التي أقيمت في لبنان، وضمَّت كلًّا من تونس والمغرب والسعودية والجزائر ولبنان والأردن والعراق وسوريا وليبيا والكويت.
كانت ثاني مشاركات المنتخب السعودي في البطولات في كأس الخليج عام 1970 أمام منتخب الكويت، وشهدت إحراز أول هدف سعودي في بطولة كأس الخليج، سجَّله محمد العبدلي. وفي 21 ديسمبر 1975، شاركت السعودية في بطولة كأس فلسطين (كأس العرب) التي أقيمت في تونس وشاركت السعودية لأول مرة في هذه النسخة مع مصر واليمن في نفس المجموعة الثانية، والعراق وتونس والإمارات في المجموعة الأولى، وسوريا وليبيا والسودان وفلسطين. أما رابع المشاركات في البطولات فكانت عام 1978م في دورة الألعاب الآسيوية في بانكوك، تلاها بعامين مشاركة المنتخب السعودي في بطولة دورة الألعاب الإسلامية. وفي عام 1984 كان المنتخب السعودي على موعد للتتويج بأول بطولة له في تاريخه في كأس أمم أسيا التي أقيمت في سنغافورة، حين فاز في البطولة متغلبًا على المنتخب الصيني بنتيجة 2-0 في المباراة النهائية.
أما في الألعاب الأولمبية الصيفية 1984 فكانت أولَ ظهور رسمي للسعودية في الأولمبياد، وواجه السعوديون فيها كلًّا من البرازيل والمغرب وألمانيا الغربية، ونجح ماجد عبد الله في إحراز أول هدف سعودي في الأولمبياد. ثم شارك المنتخب السعودي في مسابقة إقليمية أُخرى هي كأس الأمم الأفرو آسيوية عام 1985، ثم كان المنتخب السعودي على موعد مع التتويج الثاني له على التوالي في كأس أمم آسيا عام 1988 التي أقيمت في قطر.
تأهلت السعودية بعدها بعشرة أعوام لأكبر محفل دولي رياضي في العالم وهو كأس العالم عام 1994م، استطاع السعوديون تحقيق إنجاز تاريخي في هذه البطولة إذ استطاع المنتخب السعودي ومن خلال مشاركته الأولى بلوغ الدور الأول في مجموعة لم تكون سهلة ضمت كلاً من هولندا والمغرب وبلجيكيا، تمكن المنتخب السعودي من الفوز على كلٍ من المغرب وبلجيكا ليخطف البطاقة الثانية ويتأهل مع المنتخب الهولندي إلى دور الستة عشر.
هذا الأداء المميز في تلك النسخة جعلت المنتخب السعودي أقوى فرق القارة الصفراء في ذلك الوقت والمرشح الأبرز للفوز بلقب كأس أسيا عام 1996م للمرة الثالثة في تاريخه، وبالفعل كان ذلك واستطاع المنتخب السعودي الفوز على صاحب الأرض المنتخب الإماراتي. وبهذا الفوز أصبح المنتخب السعودي أكثر الفرق الآسيوية تتويجاً باللقب خلال 4 أربع نسخ فقط شارك فيها.
بعد كأس العالم عام 2006، ضُعف الفريق مع فقدان المزيد من اللاعبين أمثال سامي الجابر ومحمد الدعيع بعدها غاب عن نهائيات كأس العالم لدورتين متتاليتين عامي 2010، 2014م، حتى ضمن التأهل لبطولة كأس العالم في نسخة عام 2018م في روسيا بعد أن تغلب على منتخب اليابان في التصفيات المؤهلة لكأس العالم بهدف مقابل لأشيء (1-0) سجله فهد المولد في مرمى اليابان في الدقيقة 63 في المباراة التي أقيمت على استاد الجوهرة المشعة في جدة.
وفي كأس آسيا استطاع المنتخب السعودي العودة للأدوار النهائية مرة عام 2007 بعد أن غاب عن الدور النهائي في نسخة 2004م، بعد نسخة 2007م لم يكن للمنتخب السعودي الحضور القوي في كأس آسيا.
ضمنت السعودية التأهل إلى مونديال 2018، بعد غياب عن المونديال لمدة 12 عامًا، متقدماً على منتخب أستراليا. فازت روسيا البلد المُضيف على السعودية في المباراة الافتتاحية بنتيجة 5-0، مما جعلها ثاني أكبر انتصار لدولة مضيفة في كأس العالم. ثم خسرت السعودية 1-0 أمام أوروغواي بقيادة لويس سواريز. وعلى الرغم من الهزيمة كل من روسيا وأوروغواي، تمكنت السعودية من الفوز على مصر في آخر مباراة في دور المجموعات.
بعد كأس العالم 2018، شاركت السعودية في كأس آسيا 2019 الذي أقيم في الإمارات العربية المتحدة؛ حيث أحتلت السعودية المركز الثاني في دور المجموعات بعد خسارتها أمام قطر، مما أدى إلى أن تواجه اليابان في دور الـ 16. سيطرت السعودية على المباراة بأكملها، إلا إنها خسرت في النهاية 1-0 بسبب سوء اللمسات الأخيرة. في 15 أكتوبر 2019، لعبت السعودية أول مباراة لها مع فلسطين في الضفة الغربية وانتهت المباراة بالتعادل السلبي. تأهلت السعودية لكأس العالم 2022 في قطر، وهي البطولة الأولى التي تقام في الشرق الأوسط، حيث حلت في المجموعة الثالثة التي تضم كل من الأرجنتين وبولندا والمكسيك.
في 23 مايو 2025، أعلن هيرفي رينارد المدير الفني للمنتخب السعودي لكرة القدم، قائمةَ المنتخب استعدادًا للمشاركة في الجولتين التاسعة والعاشرة من التصفيات الآسيوية المؤهلة إلى نهائيات كأس العالم 2026.

## زي المنتخب السعودي
يرتدي لاعبو المنتخب السعودي عادة الزي الأبيض والأخضر في المباريات، لكن يُعَد الزي الأبيض هو الأساسي والأخضر هو الاحتياطي، أما قديماً فكان زي المنتخب السعودي مزيجاً بين اللون الأبيض والأخضر معاً، بحيث يكون اللون الأخضر سائدًا، هذا الأمر كان في أولمبياد 1984م، وكأس آسيا من ذات العام، وقبيل كأس العالم أنتجت شركة نايكي قمصان المنتخب السعودي لكأس العالم وقد تغير تصميم الشعار الخاص بالمنتخب الأخضر.

### مزودو أطقم الملابس
| مزودو أطقم الملابس | الفترة      |
| ------------------ | ----------- |
| أدميرال            | 1976–1979   |
| بوما               | 1980–1984   |
| أغاتا              | 1984 - 1985 |
| فايسوك             | 1985–1989   |
| أديداس             | 1990–1993   |
| شامل               | 1994–2000   |
| أديداس             | 2001–2003   |
| لو كوك سبورتيف     | 2003 - 2004 |
| أديداس             | 2005-2004   |
| بوما               | 2006–2010   |
| نايكي              | 2011–2022   |
| أديداس             | 2023–2026   |

## الملعب الرئيس
استضافت العديد من الملاعب مباريات المنتخب السعودي ولكن الملاعب الرئيسة التي تقام عليها مباريات المنتخب هي قديماً ملعب الملك فهد الدولي وهو الملعب الأساسي قديماً وحديثاً مع ملعب الجوهرة، وكان ملعب الملك فهد ملعباً للمباريات نادي الهلال السعودي سابقاً، وحالياً يلعب عليه كلاً من النصر والشباب، وأنشأ هذا الملعب على مساحة 500 ألف متر مربع ويتسع لحوالي 70 ألف متفرج، وأول مباراة لعبت عليه كانت في كأس الخليج ضد عمان في 2 مارس عام 1988م، أما حديثاً يلعب المنتخب السعودي مبارياته على ملعب الملك عبدالله أو المسمى ملعب الجوهرة الذي تم افتتاحه عام 2014م ليكون ملعباً لفريقي جدة الأهلي والاتحاد ويتسع الملعب ل 60 ألف متفرج.

## المشاركات

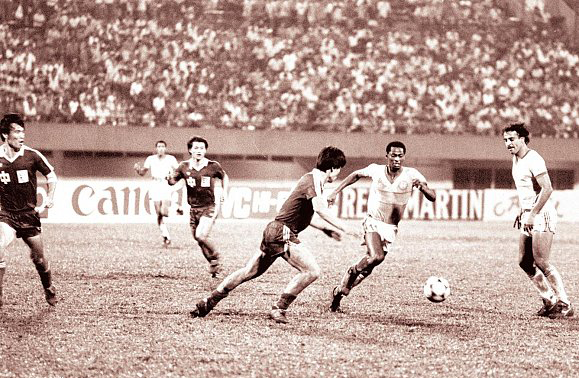
المنتخب السعودي لعب مع المنتخب الصيني في كأس آسيا 1984م.

كانت أول مباراة دَولية للمنتخب السعودي في 18 أكتوبر 1957، في دورة الألعاب العربية الثانية في بيروت، التي أقيمت على ملعب كميل شمعون، وانتهت بالتعادل مع المنتخب اللبناني 1-1، سجَّل للسعودية عبد المجيد كيال، وسجَّل للبنان ليفون ألتونيان.
وأكبر انتصار لها كان في عام 2015 على منتخب تيمور الشرقية بنتيجة 10 - 0. شارك المنتخب السعودي في نهائيات كأس آسيا لكرة القدم 6 مرات وفاز بالكأس 3 مرات في 1984، 1988، 1996. وحقق وصيف البطل في الأعوام 1992 و2000 و2007، كذلك شارك المنتخب السعودي ست مرات في نهائيات كأس العالم، وذلك في 1994، 1998، 2002، و2006و 2018 كما تأهل ليلعب في نهائيات 2022، وكانت أفضل نتائج المنتخب السعودي في نهائيات كأس العالم لكرة القدم هو وصولها إلى الدور الثاني عام 1994 وسجلت هدفاً شهيراً في تلك النهائيات بواسطة لاعبها سعيد العويران، وشاركت في كأس القارات أربع مرات أعوام 1992-1995-1997-1999  وحقق المنتخب السعودي وصيف البطل عام 1992 وسجل أول هدف في تاريخ البطولة بواسطة لاعبها فهد الهريفي في مباراة الافتتاح، كما حقق المنتخب السعودي كأس العرب مرتين أعوام 1998، 2002 ، وحقق كأس الخليج 3 مرات أعوام 1994، 2002، 2003، وحقق ذهبية دورة ألعاب التضامن الإسلامي 2005.
على الصعيد الأولمبي تأهل المنتخب السعودي للأولمبياد مرتين عام 1984 في لوس انجلوس (وكانت آسيا تلعب على مستوى المنتخبات الأولى) و1996 في اتلانتا، وعلى مستوى المنتخبات الشابة حقق المنتخب السعودي كأس العالم للناشئين 1989 بعد الفوز على اسكتلندا على أرضها، وحقق المنتخب السعودي كأس آسيا للشباب مرتين وكأس آسيا للناشئين مرتين وحقق بطولة الخليج الأولمبية الأولى 2008.
على صعيد المنتخب السعودي لذوي الاحتياجات الخاصة (الإعاقة الذهنية) كأس العالم لكرة القدم للمعاقين ثلاث مرات عام 2006 اثر فوزه على منتخب هولندا وعام 2010 بتحقيقه لكأس العالم للمرة الثانية أمام هولندا، وللمرة الثالثة على التوالي حقق المنتخب السعودي لذوي الاحتياجات الخاصة كأس العالم عام 2014 في مواجهة أمام منتخب جنوب أفريقيا.

## النتائج لكل الأوقات
يوضح الجدول التالي الرقم القياسي الدولي للمملكة العربية السعودية على الإطلاق، والذي تم تصحيحه اعتبارًا من 10 أكتوبر 2023.
| ضد      | لعب | فاز | تعادل | خسر | أهداف له | أهداف عليه |
| المجموع | 715 | 335 | 159   | 211 | 1074     | 759        |
| ------- | --- | --- | ----- | --- | -------- | ---------- |

- world football.net
- FIFA.com

## الألقاب والجوائز

### الدولية
- كأس القارات

 الوصيف (1):  1992
 المركز الرابع (1):  1999

### القارية
- كأس آسيا

 البطل (3):  1984 ، 1988 ، 1996
 الوصيف (3):  1992 ، 2000 ، 2007
- الألعاب الآسيوية

 الميدالية الفضية (1):  1986
 الميدالية البرونزية (1):  1982

### انتركونتيننتال
- كأس الأمم الأفريقية الآسيوية

 الوصيف (2): 1985 ، 1997

### الإقليمية
- كأس العرب

 البطل (2):  1998 ، 2002
 الوصيف (1):  1992
 المركز الثالث (1):  1985
 المركز الرابع (1):  2012
- كأس الخليج العربي

 البطل (3):  1994 ، 2002 ، 2003
 الوصيف (7):  1972 ، 1974 ، 1998 ، 2009 ، 2010 ، 2014 ، 2019
 المركز الثالث (8):  1970 ، 1979 ، 1984، 1986 ، 1988 ، 1992 ، 1996 ، 2007
 المركز الرابع (1): 1982
- دورة الألعاب العربية

 الميدالية الذهبية (1):  2023
 الميدالية الفضية (1): 1976
 الميدالية البرونزية (1):  2007
- ألعاب التضامن الإسلامي

 الميدالية الذهبية (1):  2005
- دورة الألعاب الخليجية

 الميدالية الفضية (1): 2011

## سجلات المنافسة
| الملخص                              | الملخص       | الملخص        | الملخص        | الملخص        |
| الحدث                               | المركز الأول | المركز الثاني | المركز الثالث | المركز الرابع |
| ----------------------------------- | ------------ | ------------- | ------------- | ------------- |
| كأس القارات                         | 0            | 1             | 0             | 1             |
| كأس العرب                           | 2            | 1             | 1             | 1             |
| كأس آسيا                            | 3            | 3             | 0             | 0             |
| كأس الخليج العربي                   | 3            | 7             | 8             | 1             |
| كرة القدم في الألعاب الآسيوية       | 0            | 1             | 1             | 0             |
| دورة الألعاب العربية                | 1            | 1             | 1             | 1             |
| كأس الأمم الأفرو آسيوية             | 0            | 2             | 0             | 0             |
| كرة القدم في ألعاب التضامن الإسلامي | 1            | 0             | 0             | 0             |
| دورة الألعاب الخليجية               | 0            | 1             | 0             | 0             |
| المجموع                             | 10           | 17            | 11            | 4             |

### كأس العالم

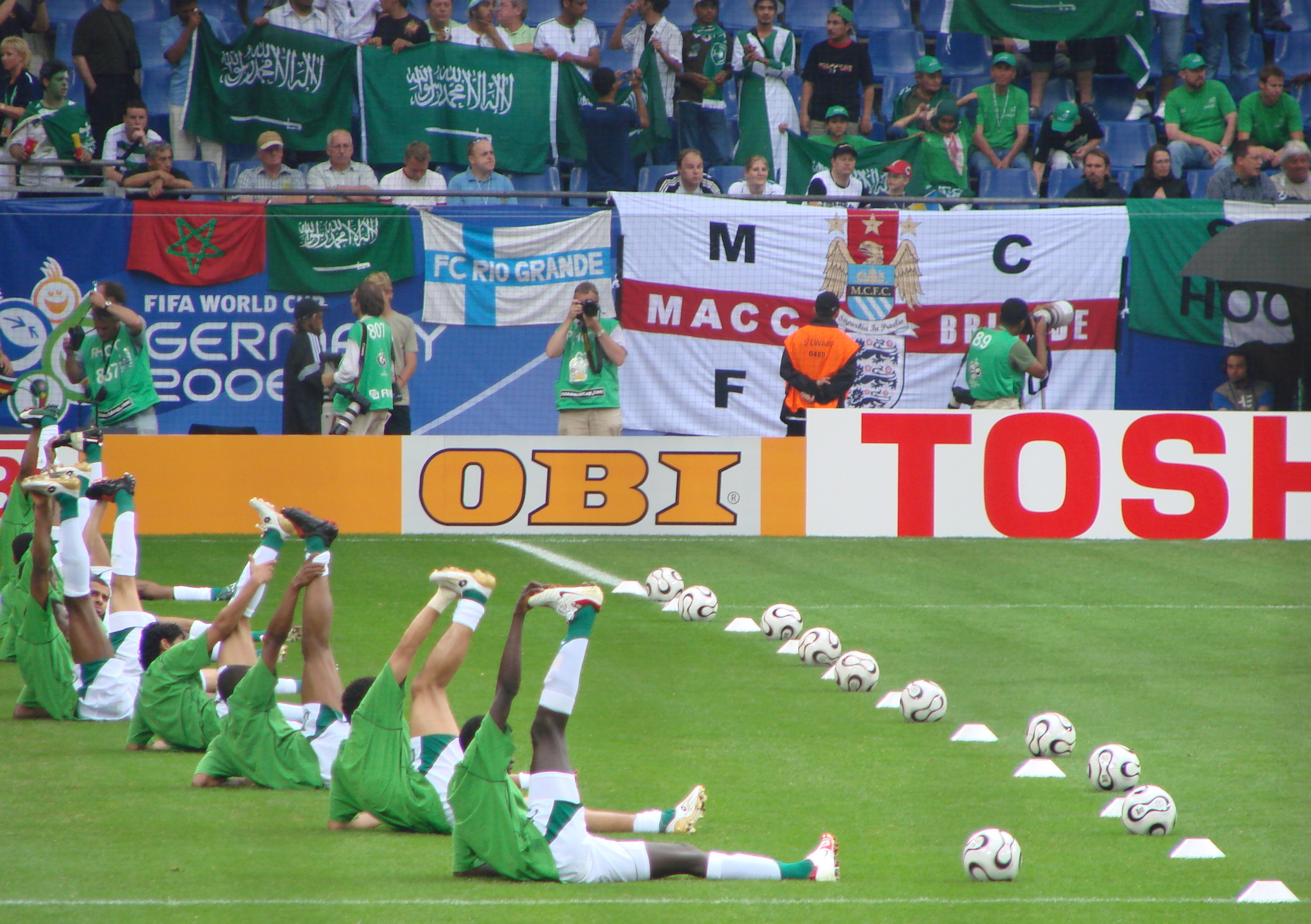
لاعبو المنتخب السعودي يستعدون لمباراتهم أمام أوكرانيا خلال كأس العالم 2006 في ألمانيا (19 يونيو 2006).

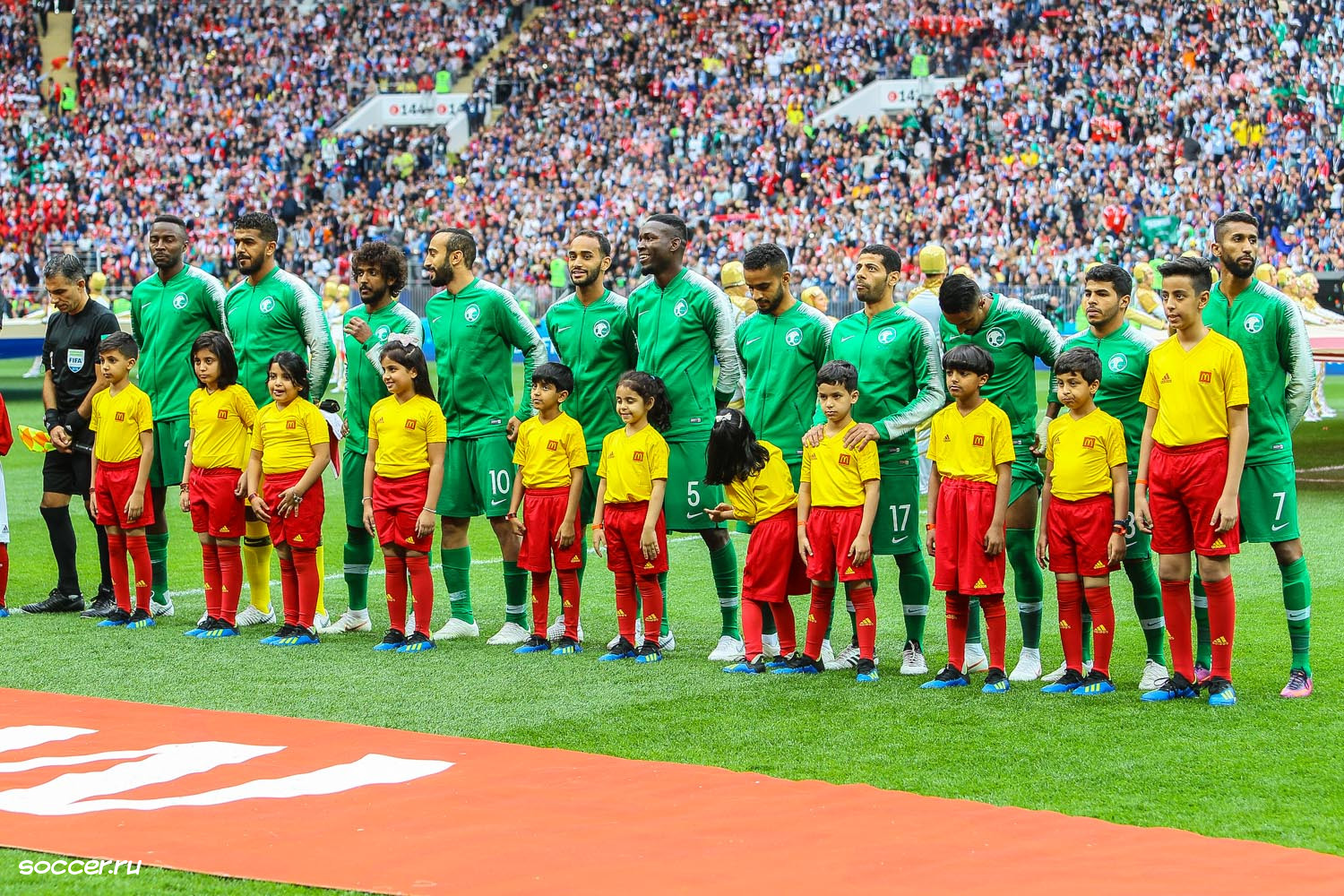
المنتخب السعودي في كأس العالم 2018

| سجل الفيفا لكأس العالم | سجل الفيفا لكأس العالم    | سجل الفيفا لكأس العالم    | سجل الفيفا لكأس العالم    | سجل الفيفا لكأس العالم    | سجل الفيفا لكأس العالم    | سجل الفيفا لكأس العالم    | سجل الفيفا لكأس العالم    | سجل الفيفا لكأس العالم    | سجل الفيفا لتصفيات كأس العالم | سجل الفيفا لتصفيات كأس العالم | سجل الفيفا لتصفيات كأس العالم | سجل الفيفا لتصفيات كأس العالم | سجل الفيفا لتصفيات كأس العالم | سجل الفيفا لتصفيات كأس العالم |
| السنة                  | الجولة                    | الترتيب                   | لعب                       | فاز                       | تعادل                     | خسر                       | اهداف له                  | اهداف علية                | لعب                           | فاز                           | تعادل                         | خسر                           | اهداف له                      | اهداف علية                    |
| ---------------------- | ------------------------- | ------------------------- | ------------------------- | ------------------------- | ------------------------- | ------------------------- | ------------------------- | ------------------------- | ----------------------------- | ----------------------------- | ----------------------------- | ----------------------------- | ----------------------------- | ----------------------------- |
| 1930                   | لم يشارك                  | لم يشارك                  | لم يشارك                  | لم يشارك                  | لم يشارك                  | لم يشارك                  | لم يشارك                  | لم يشارك                  | لم يشارك                      | لم يشارك                      | لم يشارك                      | لم يشارك                      | لم يشارك                      | لم يشارك                      |
| 1934                   | لم يشارك                  | لم يشارك                  | لم يشارك                  | لم يشارك                  | لم يشارك                  | لم يشارك                  | لم يشارك                  | لم يشارك                  | لم يشارك                      | لم يشارك                      | لم يشارك                      | لم يشارك                      | لم يشارك                      | لم يشارك                      |
| 1938                   | لم يشارك                  | لم يشارك                  | لم يشارك                  | لم يشارك                  | لم يشارك                  | لم يشارك                  | لم يشارك                  | لم يشارك                  | لم يشارك                      | لم يشارك                      | لم يشارك                      | لم يشارك                      | لم يشارك                      | لم يشارك                      |
| 1950                   | لم يشارك                  | لم يشارك                  | لم يشارك                  | لم يشارك                  | لم يشارك                  | لم يشارك                  | لم يشارك                  | لم يشارك                  | لم يشارك                      | لم يشارك                      | لم يشارك                      | لم يشارك                      | لم يشارك                      | لم يشارك                      |
| 1954                   | لم يشارك                  | لم يشارك                  | لم يشارك                  | لم يشارك                  | لم يشارك                  | لم يشارك                  | لم يشارك                  | لم يشارك                  | لم يشارك                      | لم يشارك                      | لم يشارك                      | لم يشارك                      | لم يشارك                      | لم يشارك                      |
| 1958                   | لم يشارك                  | لم يشارك                  | لم يشارك                  | لم يشارك                  | لم يشارك                  | لم يشارك                  | لم يشارك                  | لم يشارك                  | لم يتأهل                      | لم يتأهل                      | لم يتأهل                      | لم يتأهل                      | لم يتأهل                      | لم يتأهل                      |
| 1962                   | لم يشارك                  | لم يشارك                  | لم يشارك                  | لم يشارك                  | لم يشارك                  | لم يشارك                  | لم يشارك                  | لم يشارك                  | لم يتأهل                      | لم يتأهل                      | لم يتأهل                      | لم يتأهل                      | لم يتأهل                      | لم يتأهل                      |
| 1966                   | لم يشارك                  | لم يشارك                  | لم يشارك                  | لم يشارك                  | لم يشارك                  | لم يشارك                  | لم يشارك                  | لم يشارك                  | لم يتأهل                      | لم يتأهل                      | لم يتأهل                      | لم يتأهل                      | لم يتأهل                      | لم يتأهل                      |
| 1970                   | لم يشارك                  | لم يشارك                  | لم يشارك                  | لم يشارك                  | لم يشارك                  | لم يشارك                  | لم يشارك                  | لم يشارك                  | لم يتأهل                      | لم يتأهل                      | لم يتأهل                      | لم يتأهل                      | لم يتأهل                      | لم يتأهل                      |
| 1974                   | لم يشارك                  | لم يشارك                  | لم يشارك                  | لم يشارك                  | لم يشارك                  | لم يشارك                  | لم يشارك                  | لم يشارك                  | لم يتأهل                      | لم يتأهل                      | لم يتأهل                      | لم يتأهل                      | لم يتأهل                      | لم يتأهل                      |
| 1978                   | لم يشارك                  | لم يشارك                  | لم يشارك                  | لم يشارك                  | لم يشارك                  | لم يشارك                  | لم يشارك                  | لم يشارك                  | 4                             | 1                             | 0                             | 3                             | 3                             | 7                             |
| 1982                   | لم يشارك                  | لم يشارك                  | لم يشارك                  | لم يشارك                  | لم يشارك                  | لم يشارك                  | لم يشارك                  | لم يشارك                  | 10                            | 4                             | 1                             | 5                             | 9                             | 16                            |
| 1986                   | لم يشارك                  | لم يشارك                  | لم يشارك                  | لم يشارك                  | لم يشارك                  | لم يشارك                  | لم يشارك                  | لم يشارك                  | 2                             | 0                             | 1                             | 1                             | 0                             | 1                             |
| 1990                   | لم يشارك                  | لم يشارك                  | لم يشارك                  | لم يشارك                  | لم يشارك                  | لم يشارك                  | لم يشارك                  | لم يشارك                  | 9                             | 4                             | 3                             | 2                             | 11                            | 9                             |
| 1994                   | دور ال16                  | 12                        | 4                         | 2                         | 0                         | 2                         | 5                         | 6                         | 11                            | 6                             | 5                             | 0                             | 28                            | 7                             |
| 1998                   | دور المجموعات             | 28                        | 3                         | 0                         | 1                         | 2                         | 2                         | 7                         | 14                            | 9                             | 3                             | 2                             | 26                            | 7                             |
| 2002                   | دور المجموعات             | 32                        | 3                         | 0                         | 0                         | 3                         | 0                         | 12                        | 14                            | 11                            | 2                             | 1                             | 47                            | 8                             |
| 2006                   | دور المجموعات             | 28                        | 3                         | 0                         | 1                         | 2                         | 2                         | 7                         | 12                            | 10                            | 2                             | 0                             | 24                            | 2                             |
| 2010                   | لم يتأهل                  | لم يتأهل                  | لم يتأهل                  | لم يتأهل                  | لم يتأهل                  | لم يتأهل                  | لم يتأهل                  | لم يتأهل                  | 16                            | 8                             | 5                             | 3                             | 25                            | 15                            |
| 2014                   | لم يتأهل                  | لم يتأهل                  | لم يتأهل                  | لم يتأهل                  | لم يتأهل                  | لم يتأهل                  | لم يتأهل                  | لم يتأهل                  | 8                             | 3                             | 3                             | 2                             | 14                            | 7                             |
| 2018                   | دور المجموعات             | 26                        | 3                         | 1                         | 0                         | 2                         | 2                         | 7                         | 18                            | 12                            | 3                             | 3                             | 45                            | 14                            |
| 2022                   | دور المجموعات             | 25                        | 3                         | 1                         | 0                         | 2                         | 3                         | 5                         | 18                            | 13                            | 4                             | 1                             | 34                            | 10                            |
| 2026                   | يحدد لاحقًا                | يحدد لاحقًا                | يحدد لاحقًا                | يحدد لاحقًا                | يحدد لاحقًا                | يحدد لاحقًا                | يحدد لاحقًا                | يحدد لاحقًا                | 8                             | 5                             | 2                             | 1                             | 15                            | 5                             |
| 2030                   | يحدد لاحقًا                | يحدد لاحقًا                | يحدد لاحقًا                | يحدد لاحقًا                | يحدد لاحقًا                | يحدد لاحقًا                | يحدد لاحقًا                | يحدد لاحقًا                | يحدد لاحقًا                    | يحدد لاحقًا                    | يحدد لاحقًا                    | يحدد لاحقًا                    | يحدد لاحقًا                    | يحدد لاحقًا                    |
| 2034                   | تأهل بصفته البلد المستضيف | تأهل بصفته البلد المستضيف | تأهل بصفته البلد المستضيف | تأهل بصفته البلد المستضيف | تأهل بصفته البلد المستضيف | تأهل بصفته البلد المستضيف | تأهل بصفته البلد المستضيف | تأهل بصفته البلد المستضيف | تأهل بصفته البلد المستضيف     | تأهل بصفته البلد المستضيف     | تأهل بصفته البلد المستضيف     | تأهل بصفته البلد المستضيف     | تأهل بصفته البلد المستضيف     | تأهل بصفته البلد المستضيف     |
| المجموع                | دور ال16                  | 6/17                      | 19                        | 4                         | 2                         | 13                        | 14                        | 44                        | 142                           | 84                            | 34                            | 24                            | 277                           | 107                           |

### كأس آسيا

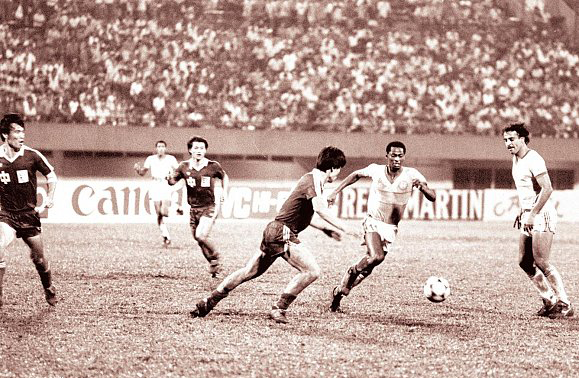
نهائي كأس آسيا 1984 ضد الصين. فازت السعودية بأول بطولة كأس آسيا في أول مشاركة لها في المسابقة.

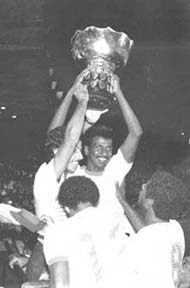
ماجد عبد الله يرفع كأس آسيا 1984.

| سجل كأس اسيا | سجل كأس اسيا              | سجل كأس اسيا              | سجل كأس اسيا              | سجل كأس اسيا              | سجل كأس اسيا              | سجل كأس اسيا              | سجل كأس اسيا              | سجل كأس اسيا              |              | سجل تصفيات كأس آسيا | سجل تصفيات كأس آسيا | سجل تصفيات كأس آسيا | سجل تصفيات كأس آسيا | سجل تصفيات كأس آسيا | سجل تصفيات كأس آسيا |          |
| السنة        | النتيجة                   | الترتيب                   | لعب                       | فاز                       | تعادل                     | خسر                       | اهداف له                  | اهداف علية                | لعب          | فاز                 | تعادل               | خسر                 | اهداف له            | اهداف علية          |                     |          |
| ------------ | ------------------------- | ------------------------- | ------------------------- | ------------------------- | ------------------------- | ------------------------- | ------------------------- | ------------------------- | ------------ | ------------------- | ------------------- | ------------------- | ------------------- | ------------------- | ------------------- | -------- |
| 1956         | لم يشارك                  | لم يشارك                  | لم يشارك                  | لم يشارك                  | لم يشارك                  | لم يشارك                  | لم يشارك                  | لم يشارك                  | لم يشارك     | لم يشارك            | لم يشارك            | لم يشارك            | لم يشارك            | لم يشارك            | لم يشارك            | لم يشارك |
| 1960         | لم يشارك                  | لم يشارك                  | لم يشارك                  | لم يشارك                  | لم يشارك                  | لم يشارك                  | لم يشارك                  | لم يشارك                  | لم يشارك     | لم يشارك            | لم يشارك            | لم يشارك            | لم يشارك            | لم يشارك            | لم يشارك            | لم يشارك |
| 1964         | لم يشارك                  | لم يشارك                  | لم يشارك                  | لم يشارك                  | لم يشارك                  | لم يشارك                  | لم يشارك                  | لم يشارك                  | لم يشارك     | لم يشارك            | لم يشارك            | لم يشارك            | لم يشارك            | لم يشارك            | لم يشارك            | لم يشارك |
| 1968         | لم يشارك                  | لم يشارك                  | لم يشارك                  | لم يشارك                  | لم يشارك                  | لم يشارك                  | لم يشارك                  | لم يشارك                  | لم يشارك     | لم يشارك            | لم يشارك            | لم يشارك            | لم يشارك            | لم يشارك            | لم يشارك            | لم يشارك |
| 1972         | لم يشارك                  | لم يشارك                  | لم يشارك                  | لم يشارك                  | لم يشارك                  | لم يشارك                  | لم يشارك                  | لم يشارك                  | لم يشارك     | لم يشارك            | لم يشارك            | لم يشارك            | لم يشارك            | لم يشارك            | لم يشارك            | لم يشارك |
| 1976         | انسحبت                    | انسحبت                    | انسحبت                    | انسحبت                    | انسحبت                    | انسحبت                    | انسحبت                    | انسحبت                    | 6            | 3                   | 1                   | 2                   | 12                  | 5                   |                     |          |
| 1980         | انسحبت                    | انسحبت                    | انسحبت                    | انسحبت                    | انسحبت                    | انسحبت                    | انسحبت                    | انسحبت                    | انسحبت       | انسحبت              | انسحبت              | انسحبت              | انسحبت              | انسحبت              |                     |          |
| 1984         | بطل                       | الأول                     | 6                         | 3                         | 3                         | 0                         | 7                         | 3                         | 4            | 4                   | 0                   | 0                   | 19                  | 0                   |                     |          |
| 1988         | بطل                       | الأول                     | 6                         | 3                         | 3                         | 0                         | 5                         | 1                         | التأهل كبطل  | التأهل كبطل         | التأهل كبطل         | التأهل كبطل         | التأهل كبطل         | التأهل كبطل         |                     |          |
| 1992         | المركز الثاني             | الثاني                    | 5                         | 2                         | 2                         | 1                         | 8                         | 3                         | التأهل كبطل  | التأهل كبطل         | التأهل كبطل         | التأهل كبطل         | التأهل كبطل         | التأهل كبطل         |                     |          |
| 1996         | بطل                       | الأول                     | 6                         | 3                         | 2                         | 1                         | 11                        | 6                         | 4            | 4                   | 0                   | 0                   | 10                  | 0                   |                     |          |
| 2000         | المركز الثاني             | الثاني                    | 6                         | 3                         | 1                         | 2                         | 11                        | 8                         | التأهل كابطل | التأهل كابطل        | التأهل كابطل        | التأهل كابطل        | التأهل كابطل        | التأهل كابطل        |                     |          |
| 2004         | دور المجموعات             | الثالث عشر                | 3                         | 0                         | 1                         | 2                         | 3                         | 5                         | 6            | 6                   | 0                   | 0                   | 31                  | 1                   |                     |          |
| 2007         | المركز الثاني             | الثاني                    | 6                         | 4                         | 1                         | 1                         | 12                        | 6                         | 6            | 5                   | 0                   | 1                   | 21                  | 4                   |                     |          |
| 2011         | دور المجموعات             | الخامس عشر                | 3                         | 0                         | 0                         | 3                         | 1                         | 8                         | متأهل كوصيف  | متأهل كوصيف         | متأهل كوصيف         | متأهل كوصيف         | متأهل كوصيف         | متأهل كوصيف         |                     |          |
| 2015         | دور المجموعات             | العاشر                    | 3                         | 1                         | 0                         | 2                         | 5                         | 5                         | 6            | 5                   | 1                   | 0                   | 9                   | 3                   |                     |          |
| 2019         | دور ال16                  | الثاني عشر                | 4                         | 2                         | 0                         | 2                         | 6                         | 3                         | 8            | 6                   | 2                   | 0                   | 28                  | 4                   |                     |          |
| 2023         | دور ال16                  | التاسع                    | 4                         | 2                         | 2                         | 0                         | 5                         | 2                         | 8            | 6                   | 2                   | 0                   | 22                  | 4                   |                     |          |
| 2027         | تأهل بصفته البلد المستضيف | تأهل بصفته البلد المستضيف | تأهل بصفته البلد المستضيف | تأهل بصفته البلد المستضيف | تأهل بصفته البلد المستضيف | تأهل بصفته البلد المستضيف | تأهل بصفته البلد المستضيف | تأهل بصفته البلد المستضيف | 6            | 4                   | 1                   | 1                   | 12                  | 3                   |                     |          |
| المجموع      | اللقب (3)                 | 12/19                     | 52                        | 23                        | 15                        | 14                        | 74                        | 50                        | 54           | 43                  | 7                   | 4                   | 164                 | 24                  |                     |          |

### كأس القارات
| سجل كأس القارات لكرة القدم | سجل كأس القارات لكرة القدم | سجل كأس القارات لكرة القدم | سجل كأس القارات لكرة القدم | سجل كأس القارات لكرة القدم | سجل كأس القارات لكرة القدم | سجل كأس القارات لكرة القدم | سجل كأس القارات لكرة القدم | سجل كأس القارات لكرة القدم | سجل كأس القارات لكرة القدم |
| السنة                      | الدور                      | ترتيب                      | لعب                        | فاز                        | تعادل *                    | خسر                        | له اهداف                   | عليه اهداف                 | فريق                       |
| -------------------------- | -------------------------- | -------------------------- | -------------------------- | -------------------------- | -------------------------- | -------------------------- | -------------------------- | -------------------------- | -------------------------- |
| 1992                       | الوصيف                     | الثاني                     | 2                          | 1                          | 0                          | 1                          | 4                          | 3                          | القائمة                    |
| 1995                       | مرحلة المجموعات            | الخامس                     | 2                          | 0                          | 0                          | 2                          | 0                          | 4                          | القائمة                    |
| 1997                       | مرحلة المجموعات            | السابع                     | 3                          | 1                          | 0                          | 2                          | 1                          | 8                          | القائمة                    |
| 1999                       | المركز الرابع              | الرابع                     | 5                          | 1                          | 1                          | 3                          | 8                          | 16                         | القائمة                    |
| 2001                       | لم يتأهل                   | لم يتأهل                   | لم يتأهل                   | لم يتأهل                   | لم يتأهل                   | لم يتأهل                   | لم يتأهل                   | لم يتأهل                   | لم يتأهل                   |
| 2003                       | لم يتأهل                   | لم يتأهل                   | لم يتأهل                   | لم يتأهل                   | لم يتأهل                   | لم يتأهل                   | لم يتأهل                   | لم يتأهل                   | لم يتأهل                   |
| 2005                       | لم يتأهل                   | لم يتأهل                   | لم يتأهل                   | لم يتأهل                   | لم يتأهل                   | لم يتأهل                   | لم يتأهل                   | لم يتأهل                   | لم يتأهل                   |
| 2009                       | لم يتأهل                   | لم يتأهل                   | لم يتأهل                   | لم يتأهل                   | لم يتأهل                   | لم يتأهل                   | لم يتأهل                   | لم يتأهل                   | لم يتأهل                   |
| 2013                       | لم يتأهل                   | لم يتأهل                   | لم يتأهل                   | لم يتأهل                   | لم يتأهل                   | لم يتأهل                   | لم يتأهل                   | لم يتأهل                   | لم يتأهل                   |
| 2017                       | لم يتأهل                   | لم يتأهل                   | لم يتأهل                   | لم يتأهل                   | لم يتأهل                   | لم يتأهل                   | لم يتأهل                   | لم يتأهل                   | لم يتأهل                   |
| مجموع                      | الوصيف                     | 4/11                       | 12                         | 3                          | 1                          | 8                          | 13                         | 31                         | -                          |

### كأس الخليج العربي
| سجل كأس الخليج العربي لكرة القدم | سجل كأس الخليج العربي لكرة القدم | سجل كأس الخليج العربي لكرة القدم | سجل كأس الخليج العربي لكرة القدم | سجل كأس الخليج العربي لكرة القدم | سجل كأس الخليج العربي لكرة القدم | سجل كأس الخليج العربي لكرة القدم | سجل كأس الخليج العربي لكرة القدم | سجل كأس الخليج العربي لكرة القدم |
| السنة                            | النتيجة                          | الترتيب                          | لعب                              | فاز                              | تعادل                            | خسر                              | اهداف له                         | اهداف علية                       |
| -------------------------------- | -------------------------------- | -------------------------------- | -------------------------------- | -------------------------------- | -------------------------------- | -------------------------------- | -------------------------------- | -------------------------------- |
| 1970                             | المركز الثالث                    | 3rd                              | 3                                | 0                                | 2                                | 1                                | 2                                | 4                                |
| 1972                             | الوصيف                           | 2nd                              | 3                                | 2                                | 1                                | 0                                | 10                               | 2                                |
| 1974                             | الوصيف                           | 2nd                              | 4                                | 3                                | 0                                | 1                                | 9                                | 6                                |
| 1976                             | المركز الخامس                    | 5th                              | 6                                | 2                                | 0                                | 4                                | 8                                | 14                               |
| 1979                             | المركز الثالث                    | 3rd                              | 6                                | 3                                | 2                                | 1                                | 14                               | 4                                |
| 1982                             | المركز الرابع                    | 4th                              | 5                                | 2                                | 1                                | 2                                | 6                                | 4                                |
| 1984                             | المركز الثالث                    | 3rd                              | 6                                | 3                                | 1                                | 2                                | 9                                | 8                                |
| 1986                             | المركز الثالث                    | 3rd                              | 6                                | 3                                | 0                                | 3                                | 9                                | 9                                |
| 1988                             | المركز الثالث                    | 3rd                              | 6                                | 2                                | 3                                | 1                                | 5                                | 4                                |
| 1990                             | انسحب                            | انسحب                            | انسحب                            | انسحب                            | انسحب                            | انسحب                            | انسحب                            | انسحب                            |
| 1992                             | المركز الثالث                    | 3rd                              | 5                                | 3                                | 0                                | 2                                | 6                                | 4                                |
| 1994                             | البطل                            | 1st                              | 5                                | 4                                | 1                                | 0                                | 10                               | 4                                |
| 1996                             | المركز الثالث                    | 3rd                              | 5                                | 2                                | 2                                | 1                                | 8                                | 6                                |
| 1998                             | الوصيف                           | 2nd                              | 5                                | 3                                | 2                                | 0                                | 5                                | 2                                |
| 2002                             | البطل                            | 1st                              | 5                                | 4                                | 1                                | 0                                | 10                               | 3                                |
| 2003–04                          | البطل                            | 1st                              | 6                                | 4                                | 2                                | 0                                | 8                                | 2                                |
| 2004                             | المركز الخامس                    | 5th                              | 3                                | 1                                | 0                                | 2                                | 4                                | 5                                |
| 2007                             | المركز الثالث                    | 3rd                              | 4                                | 2                                | 1                                | 1                                | 4                                | 3                                |
| 2009                             | الوصيف                           | 2nd                              | 5                                | 3                                | 2                                | 0                                | 10                               | 0                                |
| 2010                             | الوصيف                           | 2nd                              | 5                                | 2                                | 2                                | 1                                | 6                                | 2                                |
| 2013                             | المركز الخامس                    | 5th                              | 3                                | 1                                | 0                                | 2                                | 2                                | 3                                |
| 2014                             | الوصيف                           | 2nd                              | 5                                | 3                                | 1                                | 1                                | 9                                | 5                                |
| 2017–18                          | المركز السادس                    | 6th                              | 3                                | 1                                | 1                                | 1                                | 2                                | 3                                |
| 2019                             | الوصيف                           | 2nd                              | 5                                | 3                                | 0                                | 2                                | 7                                | 5                                |
| 2023                             | المركز السادس                    | 6th                              | 3                                | 1                                | 0                                | 2                                | 3                                | 4                                |
| المجموع                          | ألقاب 3                          | 24/25                            | 112                              | 57                               | 25                               | 30                               | 166                              | 106                              |

### كأس العرب
| سجل كأس العرب لكرة القدم | سجل كأس العرب لكرة القدم | سجل كأس العرب لكرة القدم | سجل كأس العرب لكرة القدم | سجل كأس العرب لكرة القدم | سجل كأس العرب لكرة القدم | سجل كأس العرب لكرة القدم | سجل كأس العرب لكرة القدم | سجل كأس العرب لكرة القدم |
| السنة                    | النتيجة                  | لعب                      | فاز                      | تعادل                    | خسر                      | اهداف له                 | اهداف علية               |                          |
| ------------------------ | ------------------------ | ------------------------ | ------------------------ | ------------------------ | ------------------------ | ------------------------ | ------------------------ | ------------------------ |
| 1963                     | لم يتأهل                 | لم يتأهل                 | لم يتأهل                 | لم يتأهل                 | لم يتأهل                 | لم يتأهل                 | لم يتأهل                 |                          |
| 1964                     | لم يتأهل                 | لم يتأهل                 | لم يتأهل                 | لم يتأهل                 | لم يتأهل                 | لم يتأهل                 | لم يتأهل                 |                          |
| 1966                     | لم يتأهل                 | لم يتأهل                 | لم يتأهل                 | لم يتأهل                 | لم يتأهل                 | لم يتأهل                 | لم يتأهل                 |                          |
| 1985                     | المركز الثالث            | 4                        | 2                        | 1                        | 1                        | 7                        | 3                        |                          |
| 1988                     | دور المجموعات            | 4                        | 0                        | 2                        | 2                        | 1                        | 4                        |                          |
| 1992                     | الوصيف                   | 4                        | 2                        | 1                        | 1                        | 7                        | 5                        |                          |
| 1998                     | بطل                      | 4                        | 4                        | 0                        | 0                        | 12                       | 3                        |                          |
| 2002                     | بطل                      | 6                        | 5                        | 1                        | 0                        | 11                       | 3                        |                          |
| 2009                     | ملغاة                    | ملغاة                    | ملغاة                    | ملغاة                    | ملغاة                    | ملغاة                    | ملغاة                    |                          |
| 2012                     | المركز الرابع            | 4                        | 1                        | 1                        | 2                        | 6                        | 5                        |                          |
| 2021                     | دور المجموعات            | 3                        | 0                        | 1                        | 2                        | 1                        | 3                        |                          |
| المجموع                  | 7/10                     | 29                       | 14                       | 7                        | 8                        | 45                       | 26                       |                          |

### اتحاد غرب آسيا
| سجل كأس اتحاد غرب آسيا | سجل كأس اتحاد غرب آسيا | سجل كأس اتحاد غرب آسيا | سجل كأس اتحاد غرب آسيا | سجل كأس اتحاد غرب آسيا | سجل كأس اتحاد غرب آسيا | سجل كأس اتحاد غرب آسيا | سجل كأس اتحاد غرب آسيا | سجل كأس اتحاد غرب آسيا |
| السنه                  | النتيجة                | لعب                    | فاز                    | تعادل                  | خسر                    | اهداف له               | اهداف علية             |                        |
| ---------------------- | ---------------------- | ---------------------- | ---------------------- | ---------------------- | ---------------------- | ---------------------- | ---------------------- | ---------------------- |
| 2000                   | لم يشارك               | لم يشارك               | لم يشارك               | لم يشارك               | لم يشارك               | لم يشارك               | لم يشارك               |                        |
| 2002                   | لم يشارك               | لم يشارك               | لم يشارك               | لم يشارك               | لم يشارك               | لم يشارك               | لم يشارك               |                        |
| 2004                   | لم يشارك               | لم يشارك               | لم يشارك               | لم يشارك               | لم يشارك               | لم يشارك               | لم يشارك               |                        |
| 2007                   | لم يشارك               | لم يشارك               | لم يشارك               | لم يشارك               | لم يشارك               | لم يشارك               | لم يشارك               |                        |
| 2008                   | لم يشارك               | لم يشارك               | لم يشارك               | لم يشارك               | لم يشارك               | لم يشارك               | لم يشارك               |                        |
| 2010                   | لم يشارك               | لم يشارك               | لم يشارك               | لم يشارك               | لم يشارك               | لم يشارك               | لم يشارك               |                        |
| 2012                   | مرحلة المجموعات        | 3                      | 1                      | 1                      | 1                      | 1                      | 1                      |                        |
| 2014                   | مرحلة المجموعات        | 2                      | 0                      | 1                      | 1                      | 1                      | 4                      |                        |
| 2019                   | مرحلة المجموعات        | 3                      | 0                      | 1                      | 2                      | 1                      | 5                      |                        |
| 2023                   | مؤهل                   | مؤهل                   | مؤهل                   | مؤهل                   | مؤهل                   | مؤهل                   | مؤهل                   | مؤهل                   |
| مجموع                  | 4/10                   | 8                      | 1                      | 3                      | 4                      | 3                      | 10                     |                        |

## النتائج الأخيرة والتجهيزات
فيما يلي قائمة بنتائج المباريات آخر 12 شهر، بالإضافة إلى أي مباريات مستقبلية تمت جدولتها.

### 2024
ودية
الخسارة من منتخب عمان بنتيجة
2-1
بطولة كاس الخليج في الكويت
2023
| ودية 12 سبتمبر 2023 | السعودية | 0–1   | كوريا الجنوبية   | نيوكاسل أبون تاين, إنجلترا                                        |
| 17:30 ت ع م+1       |          | تقرير | *تشو غو سونغ 32' | الملعب: سانت جيمس بارك الحضور: 3,000 الحكم: أندرو مادلي (إنجلترا) |

| ودية 13 أكتوبر 2023 | السعودية               | 2–2   | نيجيريا                            | برتماو, البرتغال                                     |
| 17:00 ت ع م+1       | *الفرج 60' - كنو 90+5' | تقرير | *العمري 73' (o.g.) - إيهيناتشو 81' | الملعب: ملعب بورتيماو الحكم: لويس غودينيو (البرتغال) |

| ودية 17 أكتوبر 2023 | السعودية        | 1–3   | مالي                                         | برتماو, البرتغال                                      |
| 16:00 ت ع م+1       | *س. الدوسري 58' | تقرير | *م. دومبيا 14' - ه. تراوري 42' - سينايكو 71' | الملعب: ملعب بورتيماو الحكم: أنطونيو نوبري (البرتغال) |

| تصفيات كأس العالم 2026 - آسيا الجولة الثانية 16 نوفمبر | السعودية                                         | 4–0   | باكستان | الهفوف, السعودية                                               |
| 19:30 ت ع م+3                                          | *الشهري 6'، 48' (ض.ج.) - غريب 90+1' - رديف 90+6' | تقرير |         | الملعب: ملعب نادي الفتح الحضور: 11,150 الحكم: حنا حطاب (سوريا) |

| تصفيات كأس العالم 2026 - آسيا الجولة الثانية 21 نوفمبر | الأردن | 0–2   | السعودية        | عمان (مدينة), الأردن                                             |
| 19:00 ت ع م+3                                          |        | تقرير | *الشهري 8'، 30' | الملعب: ستاد عمان الدولي الحضور: 13,845 الحكم: أحمد الكاف (عُمان) |

| ودية 4 يناير  | السعودية      | 1–0   | لبنان | الوكرة, قطر                    |
| 16:30 ت ع م+3 | *البريكان 48' | تقرير |       | الملعب: استاد الجنوب الحضور: 0 |

| ودية 9 يناير  | فلسطين | 0–0                | السعودية        | الدوحة, قطر                    |
| 18:30 ت ع م+3 |        | تقرير تقرير (SAFF) | *س. الدوسري 52' | الملعب: استاد الجنوب الحضور: 0 |

| ودية 10 يناير | السعودية                      | 2–0 | هونغ كونغ | الوكرة, قطر          |
| 18:30 ت ع م+3 | *غريب 21' (ض.ج.) - الصقور 86' |     |           | الملعب: استاد الجنوب |

| دور المجموعات في كأس آسيا 2023 16 يناير | السعودية                  | 2–1   | عمان                 | الريان, قطر                                                            |
| 20:30 ت ع م+3                           | *غريب 78' - البليهي 90+6' | تقرير | *اليحيائي 14' (ض.ج.) | الملعب: استاد خليفة الدولي الحضور: 41,987 الحكم: شون إيفانز (أستراليا) |

| دور المجموعات في كأس آسيا 2023 21 يناير | قرغيزستان | 0–2   | السعودية               | الريان، قطر                                                         |
| 20:30 ت ع م+3                           |           | تقرير | *كنو 35' - الغامدي 84' | الملعب: ملعب أحمد بن علي الحضور: 39,557 الحكم: جومبي إيدا (اليابان) |

| دور المجموعات في كأس آسيا 2023 25 يناير | السعودية | 0–0   | تايلاند | الريان, قطر                                                                       |
| 18:00 ت ع م+3                           |          | تقرير |         | الملعب: استاد المدينة التعليمية الحضور: 38,773 الحكم: كيم هي غون (كوريا الجنوبية) |

| دور ال16 في كأس آسيا 2023 30 يناير | السعودية  | 1–1 (و.إ) (2–4 ر.ت)                                          | كوريا الجنوبية     | الريان, قطر                                                                     |
| 19:00 ت ع م+3                      | *رديف 46' | تقرير                                                        | *تشو غو سونغ 90+9' | الملعب: استاد المدينة التعليمية الحضور: 42,389 الحكم: إلجيز طنطاشيف (أوزبكستان) |
|                                    |           | ركلات جزاء                                                   |                    |                                                                                 |
| *كنو - عبد الحميد - النجعي - غريب  |           | * سون هيونغ مين - كم يونغ غوون - تشو غو سونغ - هوانغ هي-تشان |                    |                                                                                 |

| تصفيات كأس العالم 2026 - آسيا الجولة الثانية 21 مارس | السعودية     | 1–0                      | طاجيكستان | الرياض, السعودية                                             |
| 22:00 ت ع م+3                                        | *الدوسري 23' | تقرير (FIFA) تقرير (AFC) |           | الملعب: الأول بارك الحضور: 18,755 الحكم: محمد تقي (سنغافورة) |

| تصفيات كأس العالم 2026 - آسيا الجولة الثانية 26 مارس | طاجيكستان   | 1–1                      | السعودية      | دوشنبه, طاجيكستان                                                       |
| 20:00 ت ع م+5                                        | *سويروف 80' | تقرير (FIFA) تقرير (AFC) | *البريكان 46' | الملعب: ملعب بامير الحضور: 13,300 الحكم: كيم جونغ-هيوك (كوريا الجنوبية) |

| تصفيات كأس العالم 2026 - آسيا الجولة الثانية 6 يونيو | باكستان | 0–3                      | السعودية                        | إسلام آباد, باكستان                                                  |
| 20:30 ت ع م+5                                        |         | تقرير (FIFA) تقرير (AFC) | *البريكان 26'، 41' - الجوير 59' | الملعب: ملعب جناح الرياضي الحضور: 20,124 الحكم: عمار محفوظ (البحرين) |

| تصفيات كأس العالم 2026 - آسيا الجولة الثانية 11 يونيو | السعودية    | 1–2                      | الأردن                      | الرياض, السعودية                                                                |
| 21:00 ت ع م+3                                         | *لاجامي 16' | تقرير (FIFA) تقرير (AFC) | *علوان 27' - الروابدة 45+2' | الملعب: الأول بارك الحضور: 17,871 الحكم: عادل النقبي (الإمارات العربية المتحدة) |

| تصفيات كأس العالم 2026 5 سبتمبر | السعودية      | 1–1   | إندونيسيا | جدة, السعودية                                                                          |
| 21:00 ت ع م+3                   | *الجوير 45+3' | تقرير | *والش 19' | الملعب: مدينة الملك عبد الله الرياضية (جدة) الحضور: 42,385 الحكم: أدهم مخادمة (الأردن) |

| تصفيات كأس العالم 2026 10 سبتمبر | الصين              | 1–2   | السعودية       | داليان (الصين), الصين                                                                   |
| 20:00 ت ع م+8                    | *لاجامي 14' (o.g.) | تقرير | *كادش 39'، 90' | الملعب: ملعب داليان سويوان لكرة القدم الحضور: 48,628 الحكم: نصر الله كبيروف (طاجيكستان) |

## المشاركات في كأس آسيا
المنتخب السعودي من أكثر المنتخبات مشاركة في البطولة الآسيوية؛ حيث شارك في البطولة 11 مرة  آخرها عام 2024 م في قطر . فاز المنتخب السعودي بالبطولة 3 مرات (1984 و1988 و1996) آخرها عام 1996 م في الإمارات العربية المتحدة حينما تغلب على المنتخب الإماراتي بركلات الترجيح. وكان المنتخب السعودي وصيف للبطولة لـ3 مرات (1992 و2000 و2007) آخرها في عام 2007 عندما خسر في المباراة النهائية أمام المنتخب العراقي بهدف دون مقابل. هداف المنتخب السعودي في كأس آسيا لاعب نادي الهلال ياسر القحطاني بـ6 أهداف يليه يوسف الثنيان وفهد المهلل وفهد الهريفي بـ4 أهداف. وأكثر اللاعبين صناعة للأهداف اللاعب سامي الجابر لصناعة ل6 أهداف يليه خالد مسعد لصناعة ل5 اهداف، وأكثر اللاعبين مشاركة مع المنتخب في البطولة الآسيوية هم اللاعب محمد الخليوي ويوسف الثنيان وخالد مسعد بـ3 مشاركات وعميد لاعبين العالم محمد الدعيع بمشاركتين.

## اللاعبون

### التشكيلة الحالية
- اُستدعي اللاعبين التاليين لمباريات التصفيات المؤهلة لكأس العالم 2026 (الدور الثالث من الاتحاد الآسيوي) ضد منتخبي  إندونيسيا و الصين التي ستُقام في 5 و10 سبتمبر 2024.[54]
- تاريخ المباراة: 5 و10 سبتمبر 2024
- المباريات الدولية والأهداف صحيحة اعتبارًا من 10 سبتمبر 2024، بعد المباراة ضد  الصين، كما أقر الاتحاد الآسيوي لكرة القدم.

| الرقم | المركز | اللاعب            | تاريخ الميلاد (العمر) | لعب | سجل | النادي          |
| ----- | ------ | ----------------- | --------------------- | --- | --- | --------------- |
| 21    | حارس   | محمد العويس       |                       | 58  | 0   | الهلال          |
| 22    | حارس   | أحمد الكسار       |                       | 4   | 0   | القادسية        |
| 1     | حارس   | محمد الربيعي      |                       | 7   | 0   | الهلال          |
|       |        |                   |                       |     |     |                 |
| 2     | دفاع   | سلطان الغنام      |                       | 32  | 0   | النصر           |
| 3     | دفاع   | عون السلولي       |                       | 8   | 0   | التعاون         |
| 4     | دفاع   | علي لاجامي        |                       | 13  | 1   | النصر           |
|       | دفاع   | علي البليهي       |                       | 54  | 2   | الهلال          |
| 12    | دفاع   | سعود عبد الحميد   |                       | 38  | 1   | روما            |
|       | دفاع   | متعب الحربي       |                       | 7   | 0   | الهلال          |
| 14    | دفاع   | حسن كادش          |                       | 9   | 2   | الاتحاد         |
| 17    | دفاع   | حسان تمبكتي       |                       | 31  | 0   | الهلال          |
| 5     | دفاع   | مشعل الصبياني     |                       | 2   | 0   | الاتفاق         |
|       | دفاع   | حسين الصبياني     |                       | 1   | 0   | الشباب          |
|       |        |                   |                       |     |     |                 |
|       | وسط    | عباس الحسن        |                       | 4   | 0   | نيوم            |
| 7     | وسط    | مختار علي         |                       | 13  | 0   | النصر           |
| 6     | وسط    | مصعب الجوير       |                       | 7   | 3   | الشباب          |
| 10    | وسط    | سالم الدوسري      |                       | 88  | 23  | الهلال          |
|       | وسط    | عبد الله الخيبري  |                       | 23  | 0   | النصر           |
| 16    | وسط    | فيصل الغامدي      |                       | 9   | 1   | بيرتشوت ويلريجك |
| 18    | وسط    | عبد الرحمن غريب   |                       | 30  | 3   | النصر           |
| 19    | وسط    | فهد المولد        |                       | 80  | 17  | الشباب          |
| 23    | وسط    | محمد كنو          |                       | 57  | 3   | الهلال          |
| 8     | وسط    | عبد الإله المالكي |                       | 34  | 0   | الاتفاق         |
| 13    | وسط    | ناصر الدوسري      |                       | 22  | 0   | الهلال          |
|       | وسط    | مروان الصحفي      |                       | 1   | 0   | بيرتشوت ويلريجك |
|       |        |                   |                       |     |     |                 |
| 9     | هجوم   | فراس البريكان     |                       | 43  | 9   | الأهلي          |
| 11    | هجوم   | صالح الشهري       |                       | 35  | 15  | الاتحاد         |
|       | هجوم   | عبد الله رديف     |                       | 15  | 2   | الاتفاق         |
| 20    | هجوم   | عبد الله الحمدان  |                       | 30  | 5   | الهلال          |
| 15    | هجوم   | محمد مران         |                       | 7   | 0   | النصر           |

### لاعبون استُدعوا حديثًا
استُدعي اللاعبون الآتية أسماؤهم للمنتخب السعودي في الأشهر الـ 12 الأخيرة.
1. ↑  تولى المدرب المساعد لوران بونادي مسؤولية تدريب المنتخب الوطني مؤقتا لنهائيات كأس العرب 2021
2. ↑  تولى المدرب المساعد سعد الشهري مسؤولية تدريب المنتخب الوطني مؤقتا في بطولة كأس الخليج العربي 25 ، وتم تعيينه مرة أخرى مدربا مؤقتا بعد استقالة الفرنسي هيرفي رينارد.